# Tatík Hill a spol.
Tatík Hill a spol. (v anglickém originále King of the Hill) je americký animovaný seriál, který vysílala Fox Broadcasting Company v letech 1997 až 2010. První dvě řady seriálu uvedla Česká televize v letech 1999 až 2000. Autory byli Mike Judge (předtím tvůrce seriálu Beavis and Butt-head) a Greg Daniels, který napsal osm dílů seriálu Simpsonovi. Znělku seriálu složila skupina The Refreshments. Seriál nabízí ironický pohled na každodenní život obyčejných obyvatel amerického Jihu. Na rozdíl od Simpsonových má lineární děj, postavy se vyvíjejí obdobně jako v reálném čase. Je také podstatně realističtější, humor nevychází z nadsázky, ale ze skutečných předsudků a sebeklamů americké střední vrstvy.
Hlavní postavou je Hank Hill, muž středních let, který bydlí ve fiktivním texaském městě Arlenu a pracuje jako prodejce propanu. Jeho rodinu tvoří manželka Peggy, která je učitelka, a obtloustlý, nepříliš bystrý a poněkud zženštilý třináctiletý syn Bobby. Hillovi mají psa, fenku bloodhounda jménem Ladybird (podle Lady Bird Johnsonové). Přechodně v Hankově domě bydlí také Peggyina neteř Luanne Platterová, dítě z rozvrácené rodiny. Luanne se učí na kadeřnici, je to naivní sentimentální blondýnka, které náboženská bigotnost nijak nebrání v navazování mnoha předmanželských sexuálních vztahů. Později se provdá za místního povaleče Luckyho Kleinschmidta. Občas rodinu navštěvuje Hankův otec Cotton Hill, velkohubý a panovačný vysloužilý armádní důstojník.
Hank tráví množství času s kamarády ze sousedství, kterými jsou Dale Gribble, silný kuřák, milovník střelných zbraní a konspiračních teorií, Bill Dauterive, někdejší školní fotbalová hvězda a nyní zahořklý rozvedený stárnoucí muž, který pracuje jako holič v místních kasárnách, a Jeff Boomhauer, kterému se všichni posmívají pro vadu řeči. V domě vedle Hillových žije rodina přistěhovalců z Laosu Souphanousinphonových, s jejíž hlavou Kahnem, workholickým počítačovým odborníkem, si Hank často vyměňuje rasistické urážky. Dalšími postavami jsou Buck Strickland, majitel Hankova zaměstnavatele firmy Strickland Propane, Hankův nevlastní bratr Džuničiró, kterého Cotton zplodil za války v Japonsku, a Bobbyho spolužáci Stuart, Randy, Ramón a Connie.
V seriálu vystupovali jako hosté např. Willie Nelson, Renée Zellweger, George Foreman, Dixie Chicks, Burt Reynolds, Lucy Liu, Tammy Wynette a další.
V roce 1999 obdržel seriál Primetime Emmy Award pro nejlepší krátký animovaný pořad.

## Obsazení
- Hank — Mike Judge (český dabing Václav Vydra)
- Bobby — Pamela Adlon
- Peggy — Kathy Najimy
- Luanne — Brittany Murphy
- Dale — Johnny Hardwick
- Bill — Stephen Root
- Boomhauer — Mike Judge
- Kahn — Toby Huss
- Lucky Kleinschmidt — Tom Petty
- Džuničiró — David Carradine